# اوگی داگی و داگی ددی
اوگی داگی و داگی ددی (انگلیسی: Augie Doggie and Doggie Daddy) نام دو شخصیت کارتونی در مجموعهٔ تلویزیونی «ماجراهای کوئیک درا مک‌گرا» هستند.
اوگی داگی، بچه‌سگی بلندپرواز و باسواد است که می‌تواند با حیوانات دیگر به‌خوبی ارتباط برقرار کند. اوگی پدرش را بسیار دوست دارد و همواره او را «پدر عزیزم» خطاب می‌کند و دلش می‌خواهد همیشه پدرش را سرفراز کند. داگی ددی پدری خوش‌صحبت و سخت‌گیر است که همیشه، بهترین‌ها را برای فرزندش می‌خواهد. علی‌رغم همهٔ سخت‌گیری‌ها او پدری مهربان است و در نهایت به آنچه فرزندش می‌خواهد، رضایت می‌دهد.
اوگی داگی و داگی ددی بعدها، یکی از شخصیت‌های اصلی مجموعهٔ «یوگی و دوستان» هم شدند.